# كأس العالم للسيدات تحت 17 سنة 2012
بطولة كأس العالم للسيدات تحت 17 سنة 2012 هي المسابقة الثالثة من كأس العالم للسيدات تحت 17 سنة وسوف تقام في أذربيجان، بعد صدور قرار من قبل اللجنة التنفيذية في 19 مايو 2010. ستكون هذه المرة الأولى التي تستضيف أذربيجان بطولة كرة قدم دولية في تاريخها. من المقرر أن تجري فعاليات البطولة على خمس ملاعب في مدينتين مستضيفين هما باكو ولنكاران.

## الملاعب
من الموقع أن يتم استخدام 4 ملاعب. وستعقد فعاليات المسابقة في باكو ولنكاران. سيستضيف إستاد توفيق بهراموف المباريات النهائية للحدث.

## تصفيات البطولة

### آسيا
تأهلت اليابان وكوريا الشمالية والصين إلى النهائيات بعد أن حصلتا على أول بطاقتين عن القارة الآسيوية ضمن بطولة آسيا التي جرت في مدينة نانينغ، الصين والتي اتختتم يوم 13 نوفمبر 2011.

### أفريقيا
ستقام المرحلة التمهيدية بين 25 نوفمبرنوفمبر و11 ديسمبر 2011، بمشاركة كينيا وموزمبيق.
وسينضم المؤهل عن هذه المرحلة إلى الدور التمهيدي الذي ستشارك فيه كل من بوتسوانا، الكاميرون، غامبيا، غانا، غينيا، ناميبيا، نيجيريا، سيراليون، جنوب أفريقيا، تونس وزامبيا، حيث ستخوض هذه الفرق غمار المرحلة التأهيلية الأولى التي ستقام بين 20 يناير و5 فبراير 2012.
وستتبارى المنتخبات الستة المؤهلة فيما بينها ضمن فعاليات الدور التأهيلي الثاني، الذي سيقام بين 9 و25 مارس 2012، علماً أن ثلاثة بلدان فقط ستتأهل إلى النهائيات.

### أوروبا
ستقوم بطولة أوروبا للسيدات تحت 17 سنة 2012 مقام التصفيات التأهيلية. وقد شاركت في المنافسات 42 دولة، وأقيم الدور التأهيلي الأول بين 1 أغسطس و31 أكتوبر 2011.
وسيشهد الدور التأهيلي الثاني مشاركة 16 فريقاً (ألمانيا، هولندا، سويسرا، بولندا، جمهورية أيرلندا، السويد، النرويج، فرنسا، إنجلترا، فنلندا، الدنمارك، صربيا، بلجيكا، جمهورية التشيك، أسبانيا، أيسلندا)، وستتم فعالياته بحلول منتصف أبريل 2012. أما الدور النهائي فسيقام في نيون السويسرية بين 26 و29 يونيو 2012.
سيتأهل منتخبان اثنان إلى النهائيات، حيث سيلتحقان بأذربيجان التي ضمنت مشاركتها بشكل مباشر بصفتها مستضيفة البطولة.

### أمريكا الشمالية
تقام المرحلة التأهيلية في غواتيمالا خلال شهر مايو 2012، حيث سيتم تأكيد المواعيد في وقت لاحق. وستتبارى ثمانية منتخبات على ثلاثة مقاعد في النهائيات.

### أوقيانوسيا
تقام المرحلة التأهيلية بين 9-14 أبريل 2012 في أوكلاند، نيوزيلندا. وسيتم تأكيد عدد المنتخبات المشاركة في وقت لاحق، علماً أن التأهل إلى النهائيات سيكون من نصيب دولة واحدة.

### أمريكا الجنوبية
تقام المرحلة التأهيلية بين يناير وأبريل 2012، حيث سيتم تأكيد مكان وتاريخ إجرائها في وقت لاحق. وستتأهل ثلاثة منتخبات إلى النهائيات.

## الفرق المتأهلة
| الاتحاد القاري                               | البطولة المؤهلة                                | المتأهلين                        |
| -------------------------------------------- | ---------------------------------------------- | -------------------------------- |
| آسيا                                         | بطولة آسيا للسيدات تحت 16 سنة 2012             | اليابان · كوريا الشمالية · الصين |
| أفريقيا                                      | بطولة أفريقيا للسيدات تحت 17 سنة 2012          |                                  |
| كونكاكاف (أمريكا الشمالية والوسطى والكاريبي) | بطولة كونكاكاف للسيدات تحت 17 سنة 2012         |                                  |
| كونمبيول (أمريكا الجنوبية)                   | بطولة أمريكا الجنوبية للسيدات تحت 17 سنة 2012  |                                  |
| أوقيانوسيا                                   | مسابقة أوقيانوسيا التأهيلية للسيدات تحت 17 سنة |                                  |
| يويفا (أوروبا)                               | بطولة أوروبا للسيدات تحت 17 سنة 2012           |                                  |
| الدولة المضيفة                               | الدولة المضيفة                                 | أذربيجان                         |

## التعويذة

التميمة الرسمية

تم تقديم التعويذة الرسمية كأس العالم للسيدات تحت 17 سنة 2012 للجمهور يوم 7 أكتوبر 2011 وهي ترتدي الألوان الخضراء، الزرقاء، البيضاء والحمراء وهي ألوان العلم الوطني التي تجلت على وجنتيها أيضاً.